# SN 2011em
SN 2011em – supernowa typu Ia odkryta 4 sierpnia 2011 roku w galaktyce NGC 5164. W momencie odkrycia miała maksymalną jasność 16,80m.